# Clavelina huntsmani
Clavelina huntsmani is een zakpijpensoort uit de familie van de Clavelinidae. De wetenschappelijke naam van de soort werd in 1931 voor het eerst geldig gepubliceerd door Van Name.

## Beschrijving
Clavelina huntsmani is zakpijp die clusters vormen tot 50 cm doorsnede, waarbij de individuen aan elkaar zijn gehecht (tenminste als ze jong zijn), maar niet bedekt door dezelfde mantel. De individuele, afgeplatte zooïden kunnen tot 5 cm hoog en 1 cm breed worden. De mantel is helder of doorschijnend en is niet bedekt met zand. De keelholte (farynx) is als geheel niet gepigmenteerd, maar de dorsale lamina en endostyle zijn felroze gepigmenteerd, waardoor twee duidelijke roze lijnen, zoals de filamenten van een gloeilamp, langs de zijkanten van de zooïde duidelijk zichtbaar zijn. De randen van de atriale en orale openingen zijn niet gelobd.

## Verspreiding
Het verspreidingsgebied van Clavelina huntsmani strekt zich uit van Brits-Columbia tot San Diego in Californië.